# Camilla Grebe
Camilla Christina Grebe, född Eriksson 20 mars 1968 i Enskede, är en svensk författare.

## Biografi
Grebe är uppväxt i Älvsjö Stockholm. Hon har en civilekonomexamen från Handelshögskolan i Stockholm och var bland annat med och grundade ljudbokförlaget Storyside. Hon har även arbetat som marknadschef på Lernia och som vd för ett av Vin & Sprits dotterbolag.

### Författarskap
2009 debuterade hon med deckaren Någon sorts frid, som hon skrev tillsammans med sin syster Åsa Träff.  Året efter kom uppföljaren Bittrare än döden och 2012 utkom den tredje delen: Innan du dog. Del fyra, Mannen utan hjärta, utkom 2013. Den femte delen i serien, Eld och djupa vatten, kom 2015. Bittrare än döden och Innan du dog nominerades båda till Svenska Deckarakademins pris för bästa svenska kriminalroman 2010 samt 2012.
I maj 2013 kom första delen i thriller-trilogin Moskva Noir, med titeln: Dirigenten från S:t Petersburg. Del två kom 2014 och bär titeln Handlaren från Omsk. Den tredje och avslutande delen, Den sovande spionen, utgavs i december 2016. Samtliga delar i serien är skrivna tillsammans med Paul Leander Engström.
2015 debuterade Grebe som soloförfattare med den psykologiska thrillern Älskaren från huvudkontoret. Romanen har översatts till fler än 20 språk och sålts till ett av USA:s största filmbolag. I samband med utgivningen av den engelska utgåvan, The Ice Beneath Her, utsågs Grebe till en av Amazon UK:s "rising stars" 2016. I september 2017 utkom uppföljaren Husdjuret, som utsågs till årets bästa svenska kriminalroman 2017 av Svenska Deckarakademin. Deras motivering löd: "Intrikat intrigbygge med finstämd skildring av människor i avfolkningsbygd."
I augusti 2018 tilldelades Grebe Skandinaviska Kriminalsällskapets stora pris Glasnyckeln för "Husdjuret". Motiveringen löd: "En välskriven roman om polisen Malin Brundin som återvänder till sin gamla hembygd för att lösa ett fall som har rötter i hennes egna uppväxtår. Två olika berättarröster ger nyanserade redogörelser, samtidigt som romanen är en finstämd skildring av udda personligheter i en avfolkningsbygd."

### Privatliv
Camilla Grebe gifte sig 1990 med Pär-Jörgen Pärson, men är senare omgift Grebe. Hon har två barn.

### Siri Bergman
- Grebe, Camilla; Träff Åsa (2009). Någon sorts frid. Siri Bergman: 1. Stockholm: Wahlström & Widstrand. Libris 11308197. ISBN 978-91-46-21988-0
- Grebe, Camilla; Träff Åsa (2010). Bittrare än döden. Siri Bergman: 2. Stockholm: Wahlström & Widstrand. Libris 11809438. ISBN 9789146220756
- Grebe, Camilla; Träff Åsa (2012). Innan du dog. Siri Bergman: 3. Stockholm: Wahlström & Widstrand. Libris 12751462. ISBN 978-91-46-22097-8
- Grebe, Camilla; Träff Åsa (2013). Mannen utan hjärta. Siri Bergman: 4. Stockholm: Damm. Libris 13989772. ISBN 9789175370453
- Grebe, Camilla; Träff Åsa (2015). Eld och djupa vatten. Siri Bergman: 5. Stockholm: Massolit. Libris 17858531. ISBN 9789187783289

### Moskva Noir
- Grebe, Camilla; Leander-Engström Paul (2013). Dirigenten från Sankt Petersburg. Moskva Noir: 1. Stockholm: Damm. Libris 13863005. ISBN 978-91-7537-042-2
- Grebe, Camilla; Leander-Engström Paul (2014). Handlaren från Omsk. Moskva Noir: 2. Stockholm: Massolit. Libris 16525087. ISBN 9789187783005
- Grebe, Camilla; Leander-Engström Paul (2016). Den sovande spionen. Moskva Noir: 3. Stockholm: Massolit. Libris 19757519. ISBN 9789176791431

### Flickorna och Mörkret
- Grebe, Camilla (2015). Älskaren från huvudkontoret. Stockholm: Wahlström & Widstrand. Libris 17872444. ISBN 9789146229445
- Grebe, Camilla (2017). Husdjuret. Stockholm: Wahlström & Widstrand. Libris 20401818. ISBN 9789146233602
- Grebe, Camilla (2018). Dvalan. Stockholm: Wahlström & Widstrand. ISBN 9789146234104
- Grebe, Camilla (2019). Skuggjägaren. Stockholm: Wahlström & Widstrand. ISBN 9789146235552
- Grebe, Camilla (2021). Alla Ljuger. Stockholm: Wahlström & Widstrand.
- Grebe, Camilla (2022). Välkommen till Evigheten. Stockholm: Wahlström & Widstrand.
- Grebe, Camilla (2024). Flickorna och Mörkret. Stockholm: Wahlström & Widstrand.

Övrig utgivning
- Grebe, Camilla; Pärson Carl-David (2023). Lånaren. Stockholm: Wahlström & Widstrand.

## Priser och utmärkelser
- 2010 – Nominerad till Bästa svenska kriminalroman för Bittrare än Döden
- 2012 – Nominerad till Bästa svenska kriminalroman för Innan du Dog
- 2017 – Bästa svenska kriminalroman för Husdjuret
- 2018 – Glasnyckeln för Bästa nordiska kriminalroman för Husdjuret
- 2018 – Nominerad till Årets Bok för Husdjuret
- 2019 – Prix des lecteurs du Livre de Poche för Husdjuret
- 2019 – Bästa svenska kriminalroman för Skuggjägaren
- 2020 – Nominerad till Bästa europeiska kriminalroman, Prix Le Point du Polar Européen för Skuggjägaren
- 2020 – Glasnyckeln för Bästa nordiska kriminalroman för Skuggjägaren
- 2020 – Nominerad till Årets Bok för Skuggjägaren
- 2021 – Nominerad till Adlibrispriset för Årets Kriminalroman för Alla Ljuger
- 2023 – Vinnare av Grand Prix des Lectrices de Elle i kategorin Kriminalromaner för Välkommen till Evigheten